# Eudesmia monon
Eudesmia monon är en fjärilsart som beskrevs av Dyar 1917. Eudesmia monon ingår i släktet Eudesmia och familjen björnspinnare. Inga underarter finns listade i Catalogue of Life.